# Chinese prachtroodmus
De Chinese prachtroodmus (Carpodacus davidianus) is een zangvogel uit de familie Fringillidae (Vinkachtigen).

## Verspreiding en leefgebied
Deze soort komt voor in Mongolië, westelijk, noordelijk en centraal China en zuidoostelijk Tibet en telt 3 ondersoorten:
- Carpodacus davidianus waltoni: zuidoostelijk Tibet en noordoostelijk India.
- Carpodacus davidianus argyrophrys: zuidelijk Mongolië, noordelijk en westelijk centraal China.
- Carpodacus davidianus davidianus: oostelijk centraal China.